# 경찰위원회
국가경찰위원회(警察委員會, Korean National Police Committee)는 경찰의 인사·예산·장비·통신 등 주요정책 및 경찰업무발전에 관한 사항, 인권보호와 관련되는 경찰의 운영·개선에 관한 사항을 심의·의결하고, 행정안전부 장관의 경찰청장 임명제청에 사전 동의권을 행사하는 대한민국 행정안전부 소속의 합의제 행정기관이다. 위원장 1인을 포함한 7인의 위원으로 구성하되, 위원장과 5인의 위원은 비상임, 1인의 위원은 상임으로 한다. 위원 중 상임위원은 차관급 정무직공무원으로 보한다. 서울특별시 서대문구 통일로 81(미근동)에 위치하고 있다.

## 설치 근거
- 경찰법 제5조[1]

## 도입 배경
경찰은 광복 후 국가경찰제를 유지하면서 일제식민시대에서의 부정적 이미지를 불식하지 못하고 민주경찰로서 국민에게 봉사경찰의 역할을 다하지 못하여 지탄의 대상이 되었던 때도 있었다. 따라서 정치적 변혁기마다 경찰의 정치적 중립을 논의하다가 1988년초 제6공화국의 출범에 앞서 이 같은 논의가 활발해지면서 여·야간 논의를 통해 선진국에서 일찍부터 운영되고 있는 위원회 제도의 도입을 추진하였다.

## 연혁
- 1988년 경찰 내부에서부터 경찰의 정치적 중립 논의 시작
- 1988년 5월 정부·여당의 행정개혁위원회「정부조직 개편과 행정제도의 건의·입안」에 경찰의 중립성 보장을 위한 논의를 포함
- 1988년 10월 경찰중립화를 위한 경찰법안 최초 야당 발의
- 1989년 10월 정부·여당은 행정개혁위원회에서 확정된「경찰의 중립성 보장 방안」을 토대로 경찰법안 초안 작성
- 1989년 11월 야3당 단일법안 발의
- 1991년 5월 31일 제154회 임시국회에서 정부·여당안 통과, 제정 공포<법률 제4369호>
- 1991년 7월 31일 경찰청 개청에 앞서 경찰의 주요정책에 대한 심의·의결기관으로서 경찰위원회 발족<경찰법 제5조1항>

## 구성
- 위원장 1인
- 상임위원 1인: 차관급
- 비상임위원 5인

### 위원 자격
- 위원 중 2인은 법관의 자격이 있어야 함
- 당적을 이탈한 날로부터 3년이 경과되어야 함
- 선거에 의하여 취임하는 공직에서 퇴직한 날로부터 3년이 경과되어야 함
- 경찰, 검찰, 국가안전기획부 직원 또는 군인의 직에서 퇴직한 날로부터 3년이 경과되어야 함
- 국가공무원법 제33조 각 호의 어느 하나에 해당하지 않아야 함

### 인선 기준
사회적으로 덕망이 있고 경찰행정 발전에 기여할 수 있는 인물로, 경찰행정에 대한 종합적이고 중립적인 견제를 위해 사회 각계각층의 인사를 인선

### 인선 절차
행정자치부장관 제청 → 국무총리 경유 → 대통령 임명

## 역대 위원장
| 순번 | 이름   | 재임 기간                          | 주요 경력                                                        |
| ---- | ------ | ---------------------------------- | ---------------------------------------------------------------- |
| 1대  | 허정훈 | 1991년 7월 31일 ~ 1994년 7월 30일  | 인천지방법원장 사법연수원장                                      |
| 2대  | 장상재 | 1994년 7월 31일 ~ 1997년 7월 30일  | 서울고등법원 부장판사 부산고등법원장                             |
| 3대  | 이영범 | 1997년 7월 31일 ~ 2000년 7월 30일  | 대전지방법원장 광주고등법원장                                    |
| 4대  | 최공웅 | 2000년 7월 31일 ~ 2003년 7월 30일  | 대전고등법원장 특허법원장                                        |
| 5대  | 권광중 | 2003년 7월 31일 ~ 2006년 7월 30일  | 광주지방법원장 사법연수원장                                      |
| 6대  | 채영수 | 2006년 7월 31일 ~ 2009년 7월 30일  | 서울고등법원 부장판사 대전고등법원 부장판사                      |
| 7대  | 김일수 | 2009년 7월 31일 ~ 2012년 7월 30일  | 고려대학교 명예교수 사법개혁추진위원회 위원 한국형사정책연구원장 |
| 8대  | 성낙인 | 2012년 7월 31일 ~ 2014년 8월 1일   | 서울대학교 총장 한국법학교수협의회 회장 국회 공직자윤리위원장    |
| 8대  | 최병덕 | 2014년 11월 17일 ~ 2015년 7월 30일 | 사법연수원장 중앙선거관리위원회 위원                             |
| 9대  | 송진현 | 2015년 7월 31일 ~ 2018년 8월 19일  | 서울행정법원장 서울동부지방법원장                                |
| 10대 | 박정훈 | 2018년 8월 20일 ~ 2021년 8월 19일  | 서울대학교 법학전문대학원 교수                                   |
| 11대 | 김호철 | 2021년 8월 20일 ~ 2024년 8월 19일  | 법무법인 한결 변호사                                             |
| 12대 | 윤용섭 | 2024년 8월 20일 ~                  | 법무법인 율촌 변호사                                             |

## 역대 상임위원
| 경찰위원장    | 구분     | 이름                                          | 비고 |
| ------------- | -------- | --------------------------------------------- | --- |
| 허정훈        | 상임     | 김두현(1991년 7월 31일 ~ 1993년 3월 30일)     | 경남,부산,전남 경찰국장 단국대 행정대학원 교수                                                                              |
| 허정훈        | 위원     | 주병덕(1993년 4월 31일 ~ 1994년 7월 30일)     | 해양경찰청장 충북도지사 |
| 허정훈        | 위원     | 박윤흔(1991년 7월 31일 ~ 1993년 7월 30일)     | 환경처장관 한국토지보상법연구회 회장                                                                                        |
| 허정훈        | 위원     | 김보환(1991년 7월 31일 ~ 1993년 7월 30일)     | 동국대 행정대학원장 동국대 경찰행정학과 명예교수                                                                            |
| 허정훈        | 위원     | 윤영학(1991년 7월 31일 ~ 1993년 7월 30일)     | 인천지검장 새인천합동법률사무소 변호사                                                                                      |
| 허정훈        | 위원     | 갈천문(1991년 7월 31일 ~ 1993년 7월 30일)     | 연합통신 상임감사 진로그룹 사장                                                                                             |
| 허정훈        | 위원     | 김동수(1991년 7월 31일 ~ 1993년 7월 30일)     | 대한검도회 회장 한국도자기 회장                                                                                             |
| 장상재        | 상임     | 백형조(1994년 7월 31일 ~ 1997년 7월 30일)     | 경찰대학장 한국경제사회발전연구원 고문                                                                                      |
| 장상재        | 위원     | 안해균(1993년 7월 31일 ~ 1996년 7월 30일)     | 서울대 행정대학원 교수 서울대 명예교수                                                                                      |
| 장상재        | 위원     | 이상안(1993년 7월 31일 ~ 1996년 7월 30일)     | 한국경찰학회 회장 경찰대학 교수                                                                                             |
| 장상재        | 위원     | 이일영(1993년 7월 31일 ~ 1996년 7월 30일)     | 대구고등법원 부장판사 변호사                                                                                                |
| 장상재        | 위원     | 금창태(1993년 7월 31일 ~ 1996년 7월 30일)     | 중앙일보 사장,발행인 시사저널 대표이사                                                                                      |
| 장상재        | 위원     | 김천주(1993년 7월 31일 ~ 1996년 7월 30일)     | 한국여성단체협의회 회장 한국여성소비자연합 회장                                                                             |
| 장상재        | 위원     | 이영란(1994년 7월 31일 ~ 1996년 7월 30일)     | 한국형사정책학회 회장 숙명여대 법과대학 교수                                                                                |
| 이영범        | 상임     | 김종일(1997년 7월 31일 ~ 1999년 12월 27일)    | 경찰대학장 경찰공제회 이사장                                                                                                |
| 이영범        | 위원     | 서재근(1997년 7월 31일 ~ 1999년 7월 30일)     | 경북 경찰국장 동국대 사회과학대 학장                                                                                        |
| 이영범        | 위원     | 백영철(1996년 7월 31일 ~ 1999년 7월 30일)     | 관동대학 총장 평안북도 도지사                                                                                               |
| 이영범        | 위원     | 유근완(1996년 7월 31일 ~ 1997년 7월 30일)     | 대한상사중재위원회 위원 변호사                                                                                              |
| 이영범        | 위원     | 이건웅(1997년 7월 31일 ~ 1999년 7월 30일)     | 서울고등법원 부장판사 변호사                                                                                                |
| 이영범        | 위원     | 임백(1996년 7월 31일 ~ 1999년 7월 30일)       | 조선일보 출판국장 주식회사 보광 대표이사                                                                                    |
| 이영범        | 위원     | 김춘강(1996년 7월 31일 ~ 1999년 7월 30일)     | 대한어머니회 중앙연합회장 대통령 직속 교육개혁위원회 위원                                                                   |
| 최광웅        | 상임     | 이강종(2000년 7월 31일 ~ 2003년 7월 30일)     | 전북지방경찰청장 동국대 경찰행정학과 객원교수                                                                               |
| 최광웅        | 위원     | 이상현(1999년 7월 31일 ~ 2002년 7월 30일)     | 동국대 행정대학원장 동국대 경찰행정학과 명예교수                                                                            |
| 최광웅        | 위원     | 김병준(1999년 7월 31일 ~ 2002년 7월 30일)     | 대통령 비서실 정책실장 국민대 정책행정학부 교수                                                                             |
| 최광웅        | 위원     | 김완기(1999년 7월 31일 ~ 2001년 12월 2일)     | 광주고등법원 부장판사 변호사                                                                                                |
| 최광웅        | 위원     | 김선주(1999년 7월 31일 ~ 2000년 6월 10일)     | 한겨레신문 논설위원 한겨레신문 논설주간                                                                                     |
| 최광웅        | 위원     | 김영신(2000년 7월 31일 ~ 2002년 7월 30일)     | 중앙선거관리위원회 위원 가천대 언론영상학부 초빙교수                                                                        |
| 최광웅        | 위원     | 박은정(1999년 7월 31일 ~ 2002년 7월 30일)     | 아세아여성법학연구소장 서울대 법과대학 교수                                                                                 |
| 권광중        | 상임     | 김형진(2003년 7월 31일 ~ 2006년 7월 30일)     | 충남지방경찰청장 경찰청 차장                                                                                                |
| 권광중        | 위원     | 이황우(2002년 7월 31일 ~ 2005년 7월 30일)     | 동국대 행정대학원장 동국대 경찰행정학과 명예교수                                                                            |
| 권광중        | 위원     | 조성민(2002년 7월 31일 ~ 2005년 7월 30일)     | 한양대 학생처장, 대외협력처장 한양대 법학전문대학원 교수                                                                    |
| 권광중        | 위원     | 정덕흥(2002년 7월 31일 ~ 2005년 7월 30일)     | 국가청렴위원회 비상임위원 변호사                                                                                            |
| 권광중        | 위원     | 최영희(2002년 7월 31일 ~ 2005년 7월 30일)     | 제18대 국회의원 사단법인 청소년 탁틴내일 이사장                                                                             |
| 권광중        | 위원     | 정현백(2002년 7월 31일 ~ 2005년 7월 30일)     | 역사교육연구회장 성균관대 사학과 교수                                                                                       |
| 채영수        | 상임     | 이규식(2006년 7월 31일 ~ 2009년 7월 30일)     | 경찰청 기획관리관 해양경찰청장                                                                                              |
| 채영수        | 위원     | 백승대(2005년 7월 31일 ~ 2008년 7월 30일)     | 한국사회학회 이사 영남대 사회학과 교수                                                                                      |
| 채영수        | 위원     | 장경삼(2005년 7월 31일 ~ 2008년 7월 30일)     | 대전고등법원 부장판사 변호사                                                                                                |
| 채영수        | 위원     | 홍성규(2005년 7월 31일 ~ 2008년 7월 30일)     | KBS보도국장 숙명여대 석좌교수                                                                                               |
| 채영수        | 위원     | 전경옥(2005년 7월 31일 ~ 2008년 7월 30일)     | 한국정치사상협회장 숙명여대 정치외교학과 교수                                                                               |
| 채영수        | 위원     | 이미경(2005년 7월 31일 ~ 2008년 7월 30일)     | 성폭력 수사, 재판 시민감시단장 한국성폭력상담소장                                                                           |
| 김일수        | 상임     | 이기묵(2009년 7월 31일 ~ 2012년 7월 30일)     | 서울지방경찰청장 김&장 법률사무소 고문                                                                                      |
| 김일수        | 위원     | 이윤호(2008년 8월 11일 ~ 2011년 8월 10일)     | 한국공안행정연구소 동국대 교수                                                                                              |
| 김일수        | 위원     | 한견우(2008년 8월 11일 ~ 2011년 8월 10일)     | 행정자치부 연세대학교 법학과 교수                                                                                           |
| 김일수        | 위원     | 전봉진(2008년 8월 11일 ~ 2011년 8월 10일)     | 서울고등법원 부장판사 변호사                                                                                                |
| 김일수        | 위원     | 최규철(2008년 8월 11일 ~ 2009년 1월 1일)      | 동아일보 편집국장 한국신문윤리위원회                                                                                        |
| 김일수        | 위원     | 황재홍(2009년 2월 2일 ~ 2011년 8월 10일)      | 동아일보 논설위원 한국방송광고공사                                                                                          |
| 김일수        | 위원     | 박현경(2008년 8월 11일 ~ 2011년 8월 10일)     | 세계고아의 숭실공전 |
| 성낙인 최병덕 | 상임     | 한진희(2012년 7월 31일 ~ 2015년 7월 30일)     | 경찰대학장 극동대 석좌교수                                                                                                  |
| 성낙인 최병덕 | 위원     | 이상원(2011년 8월 11일 ~ 2014년 8월 10일)     | 대구대 경찰행정학 교수 용인대 경찰행정학 교수                                                                               |
| 성낙인 최병덕 | 위원     | 박정훈(2011년 8월 11일 ~ 2014년 8월 10일)     | 서울민사,서울형사지법 판사 서울대 법학전문대학원 교수                                                                       |
| 성낙인 최병덕 | 위원     | 박기동(2011년 8월 11일 ~ 2014년년 8월 10일)   | 서울중앙지법 부장판사 만해법률사무소 대표 변호사                                                                            |
| 성낙인 최병덕 | 위원     | 권순택(2011년 8월 11일 ~ 2014년년 8월 10일)   | 동아일보 논설위원 동아일보 출판국장                                                                                         |
| 성낙인 최병덕 | 위원     | 김연화(2011년 8월 11일 ~ 2014년년 8월 10일)   | 종합편성채널 심사위원 한국소비생활연구원장                                                                                  |
| 성낙인 최병덕 | 위원     | 한희원(2014년 11월 17일 ~ 2017년 11월 16일)   | 춘천지검 속초지청장 국가인권위원회 인권침해조사국장 개인정보보호위원회 위원 동국대 법무대학원장                             |
| 성낙인 최병덕 | 위원     | 조홍식(2014년 11월 17일 ~ 2017년 11월 16일)   | 미국 버클리대 법학박사 부산지방법원 판사 녹색성장위원회 민간위원 서울대 법학전문대학원장                                    |
| 성낙인 최병덕 | 위원     | 정주교(2014년 11월 17일 ~ 2017년 11월 16일)   | 국가보훈처 보훈심사위원 국가인권위원회 정책자문위원 시민과 함께하는 변호사들 공동대표 변호사                                |
| 성낙인 최병덕 | 위원     | 김진국(2014년 11월 17일 ~ 2017년 11월 16일)   | 제57대 관훈클럽 총무 중앙일보 논설주간 한국신문방송편집인협회 부회자 중앙일보 대기자                                        |
| 성낙인 최병덕 | 위원     | 조태임(2014년 11월 17일 ~ 2016년 3월 16일)    | 한양대 식품영양학 박사 금융감독원 금융감독 자문위원 4대악 척결 범국민운동본부 상임대표 한국부인회총본부 회장                |
| 성낙인 최병덕 | 위원     | 민무숙(2016년 6월 30일 ~ 2017년 11월 16일)    | 여성가족부 자체평가위원회 위원 대통령비서실 여성가족비서관 한국여성정책연구원 평등인력정책연구실장 한국양성평등교육진흥원장 |
| 송진현        | 상임위원 | 김정식(2015년 8월 20일 ~ 2018년 8월 19일)     | 충남지방경찰청장 경찰대학장 법무법인 대륙,아주 고문 변호사 순천향대 산학협력 부총장                                         |
| 송진현        | 위원     | 진순석                                        | 변호사 |
| 송진현        | 위원     | 조만형                                        | 동신대 경찰행정학 교수 |
| 송진현        | 위원     | 김인숙                                        | 변호사 |
| 송진현        | 위원     | 박찬수                                        | 한겨레 논설위원 |
| 송진현        | 위원     | 백미순                                        | 한국여성단체연합 상임대표                                                                                                   |
| 박정훈        | 상임위원 | 이인선(2018년 8월 20일 ~ 2021년 8월 19일)     | |
| 박정훈        | 위원     | 진순석(2017년 12월 15일 ~ 2020년 12월 14일)   | 변호사 |
| 박정훈        | 위원     | 조만형(2017년 12월 15일 ~ 2020년 12월 14일)   | 동신대 경찰행정학 교수 |
| 박정훈        | 위원     | 김인숙(2017년 12월 15일 ~ 2020년 12월 14일)   | 변호사 |
| 박정훈        | 위원     | 박찬수(2017년 12월 15일 ~ 2020년 12월 14일)   | 한겨레 논설위원 |
| 박정훈        | 위원     | 백미순(2017년 12월 15일 ~ 2020년 12월 14일)   | 한국여성단체연합 상임대표                                                                                                   |
| 박정훈        | 위원     | 김연태(2020년 12월 15일 ~ 2023년 12월 14일)   | 고려대 법학전문 대학원 교수                                                                                                 |
| 박정훈        | 위원     | 최응렬(2020년 12월 15일 ~ 2023년 12월 14일)   | 동국대 경찰행정학부 교수 |
| 박정훈        | 위원     | 김민문정(2020년 12월 15일 ~ 2023년 12월 14일) | 한국여성단체연합 공동대표                                                                                                   |
| 박정훈        | 위원     | 박록삼(2020년 12월 15일 ~ 2023년 12월 14일)   | 서울신문 우리사주 조합장 |
| 박정훈        | 위원     | 하주희(2020년 12월 15일 ~ 2023년 12월 14일)   | 법부법인 율립 대표변호사 |
| 김호철        | 상임위원 | 박경민(2021년 8월 20일 ~ 2024년 8월 19일)     | 국가경찰위원회 상임위원 |
| 김호철        | 위원     | 김연태(2020년 12월 15일 ~ 2023년 12월 14일)   | 고려대 법학전문 대학원 교수                                                                                                 |
| 김호철        | 위원     | 최응렬(2020년 12월 15일 ~ 2023년 12월 14일)   | 동국대 경찰행정학부 교수 |
| 김호철        | 위원     | 김민문정(2020년 12월 15일 ~ 2023년 12월 14일) | 한국여성단체연합 공동대표                                                                                                   |
| 김호철        | 위원     | 박록삼(2020년 12월 15일 ~ 2023년 12월 14일)   | 서울신문 우리사주 조합장 |
| 김호철        | 위원     | 하주희(2020년 12월 15일 ~ 2023년 12월 14일)   | 법부법인 율립 대표변호사 |
| 김호철        | 위원     | 김성은(2023년 12월 15일 ~ )                   | 경희대학교 대학원 교수 |
| 김호철        | 위원     | 박형명(2023년 12월 15일 ~ )                   | 법무법인 김장리 변호사 |
| 김호철        | 위원     | 이효원(2023년 12월 15일 ~ )                   | 서울대 법학전문대학원 교수                                                                                                  |
| 김호철        | 위원     | 김세동(2023년 12월 15일 ~ )                   | 문화일보 논설위원 |
| 김호철        | 위원     | 조정(2023년 12월 15일 ~ )                     | SBS 보도본부장 |
| 김호철        | 상임위원 | 김정식(2024년 8월 20일 ~ )                    | 국가경찰위원회 상임위원 |
| 김호철        | 위원     | 김성은(2023년 12월 15일 ~ )                   | 경희대학교 대학원 교수 |
| 김호철        | 위원     | 박형명(2023년 12월 15일 ~ )                   | 법무법인 김장리 변호사 |
| 김호철        | 위원     | 이효원(2023년 12월 15일 ~ )                   | 서울대 법학전문대학원 교수                                                                                                  |
| 김호철        | 위원     | 김세동(2023년 12월 15일 ~ )                   | 문화일보 논설위원 |
| 김호철        | 위원     | 조정(2023년 12월 15일 ~ )                     | SBS 보도본부장 |

## 같이 보기
- 경찰청
- 해양경찰청
- 제주특별자치도 자치경찰단
- 청원경찰